# Liste der Bodendenkmale in Kalbsrieth
In der Liste der Bodendenkmale in Kalbsrieth sind alle Bodendenkmale der Gemeinde Kalbsrieth und ihrer Ortsteile aufgelistet. Grundlage ist die Auflistung von Erhard Schröter aus dem Jahr 1986 und die Datenbank herausragender archäologischer Denkmale des Thüringisches Landesamtes für Denkmalpflege und Archäologie. Die Baudenkmale sind in der Liste der Kulturdenkmale in Kalbsrieth aufgeführt.
| Denkmal-ID | Fundart   | Ortsteil   | Bezeichnung       | Zeitstellung                                                                      | Lage                       | Bemerkungen     | Bild |
| ---------- | --------- | ---------- | ----------------- | --------------------------------------------------------------------------------- | -------------------------- | --------------- | ---- |
| ?          | Grabhügel | Kalbsrieth | Derfflinger Hügel | Neolithikum, Bronzezeit, Vorrömische Eisenzeit, Völkerwanderungszeit, Mittelalter | 1,7 km südöstlich des Orts | Ausgrabung 1901 |      |
| ?          | Grabhügel | Kalbsrieth | Huthügel          | Neolithikum, Vorrömische Eisenzeit                                                | 1,3 km östlich des Orts    | Ausgrabung 1901 |      |